# 小行星3106
小行星3106（3106 Morabito）是一颗围绕太阳公转的小行星。1981年3月9日，愛德華·鮑威爾在可可尼诺县发现了此天体。
該小行星以美國天文學家琳達·A·莫拉比托命名。
这颗小行星的绝对星等为291.04652等。